# Brugueroles (Castellterçol)
Brugueroles és una masia del terme municipal de Castellterçol, al Moianès.
Està situada en el sector oriental del terme, al sud-est de la vila de Castellterçol, molt a prop del límit amb Castellcir. És a llevant de l'Horta i a migdia de la Vall Jussana, en una carena a l'esquerra de la riera de Sant Quirze i a la dreta del torrent de la Vall Jussana.
És una masia habitada, centre d'una explotació agropecuària.